# Lasianthus angustifolius
Lasianthus angustifolius är en måreväxtart som beskrevs av George King och James Sykes Gamble. Lasianthus angustifolius ingår i släktet Lasianthus och familjen måreväxter. Inga underarter finns listade i Catalogue of Life.